# Claravis
Claravis är ett släkte med fåglar i familjen duvor inom ordningen duvfåglar. Släktet omfattar traditionellt tre arter, varav en akut hotad, som förekommer i Latinamerika från sydöstra Mexiko till norra Argentina och södra Brasilien:
- Blå sparvduva (C. pretiosa)
- Lilabandad sparvduva (C. geoffroyi)
- Purpurbröstad sparvduva (C. mondetoura)

Genetiska studier visar dock att lilabandad och purpurbröstad sparvduva står närmare Metriopelia än blå sparvduva. Numera begränsas därför släktet till blå sparvduva.